# Waltheria macrophylla
Waltheria macrophylla är en malvaväxtart som beskrevs av Hassler. Waltheria macrophylla ingår i släktet Waltheria och familjen malvaväxter. Inga underarter finns listade i Catalogue of Life.